# 羽鳥隆

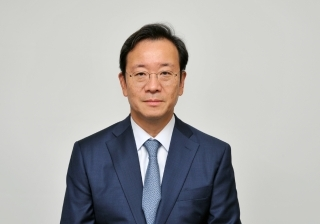
在ウズベキスタン日本国大使館ウェブページより（令和4年11月）

羽鳥 隆（はとり たかし、1961年〈昭和36年〉 - ）は、東京都出身の日本の外交官。
在バンクーバー総領事などを経て、2022年12月から駐ウズベキスタン大使を務める。

## 略歴
- 1986年3月　早稲田大学法学部卒業
- 1986年4月　外務省入省
- 2008年8月　国際情報統括官付第一国際情報官室 首席事務官
- 2010年8月　国際情報統括官付第一国際情報官室 企画官（情報分析担当）（2010年12月まで）
- 2010年12月　総合外交政策局軍縮不拡散・科学部不拡散・科学原子力課国際原子力協力室 首席交渉官
- 2011年9月　総合外交政策局軍縮不拡散・科学部不拡散・科学原子力課国際原子力協力室長
- 2013年7月　総合外交政策局軍縮不拡散・科学部不拡散・科学原子力課長
- 2015年8月　在大韓民国日本国大使館 参事官
- 2018年7月　在大韓民国日本国大使館 公使
- 2018年10月　在バンクーバー日本国総領事館　総領事
- 2022年12月　ウズベキスタン国駐箚 特命全権大使